# マルコス・レオナルド・サントス・アウメイダ
マルコス・レオナルド・サントス・アウメイダ（Marcos Leonardo Santos Almeida, 2003年5月2日 - ）は、ブラジル・バイーア州出身のサッカー選手。アル・ヒラル所属。ポジションはFW。

## クラブ経歴

### サントス

#### ユース
2014年からサントスFCのユースチームに入団し、2015年の13歳以下の州リーグでは25ゴールを挙げて得点王に輝くと、さらに翌年はU-14チームに所属してカイオ・ジョルジの22ゴールに次ぐ21ゴールを挙げて得点ランキング2位になった。
2018年のナイキカップでは6試合9ゴールで得点王に輝き、最優秀選手にも選ばれ、15歳以下の州リーグで36ゴールを決めてユーリ・アウベルトが持っていた大会最多得点記録を更新した。
2020年、ユース部門のカップ戦に出場した際には、グループリーグ3試合で3ゴールを決め、グループリーグ全勝と首位通過するのに貢献した。しかし、ラウンド32でポンチ・プレッタと対戦し、試合はPK戦にもつれ込んだがレオナルドが外したため敗退となった。

#### プロ
16歳の時にサントスとプロ契約を結ぶと、クカ監督の下で8月20日のカンピオナート・ブラジレイロ・セリエAのスポルチ・レシフェ戦にてジェフェルソン・ソテルドとの交代出場でプロデビューを果たした。デビューから約1ヶ月後の9月16日には、この年のコパ・リベルタドーレスでパラグアイのオリンピアとの試合で国際大会デビューを果たした。10月4日、プロとして5試合目の出場となったゴイアス戦では、マジソンのクロスを左足であわせてプロ初ゴールを決めた。さらに21日にも、リベルタドーレスでアルゼンチンのデフェンサと対戦した際に、8分のみの出場でありながら試合終了間際に値千金の勝ち越しゴールを決めてチームを2-1の勝利に導いた。一方コパ・ド・ブラジルでは、11月にセアラーとの試合で1点を追う展開から出場してデビューを飾るも、出場時間はわずか12分で得点も挙げることはできず、チームも敗退した。
2021シーズンは開幕以降プロデビューしてから最も長い間ゴールから遠ざかっており、州リーグでは一度もゴールネットを揺らすことはできず、カンピオナート・ブラジレイロ・セリエAでゴールネットを揺らしたのも第12節のレッドブル・ブラガンチーノ戦だった。しかし、その後は再び得点できない試合が続くことになり、19節のクイアバ戦での出場を最後にしばらく出場機会すら得られずにいた。マルコスが再びゴールを決めたのは、15試合ぶりの出場となった35節フォルタレーザ戦であり、この試合ではプロ初となる1試合2ゴールを決めた。その後、インテルナシオナル戦とフラメンゴ戦で3試合連続ゴールを決めたが、フラメンゴ戦でイエローカードをもらったため累積警告で最後のクイアバ戦には出場停止となった。
コパ・リベルタドーレスでは、3回戦のサン・ロレンソ戦で得点を決めた。グループステージでは、次のラウンドに進むための十分な勝ち点を得ることができずグループCで3位となり、サントスは37年ぶりにグループステージ敗退となった。リベルタドーレスを敗退したことでチームはコパ・スダメリカーナに回ったが、準々決勝でリベルタに敗れた。この試合後、マルコスは審判と口論となり主催する南米サッカー連盟から3試合の出場停止処分が下された。

#### 2022
2022年1月から開催された州リーグでは、コリンチャンス戦での2ゴールを含む合計4ゴールを決めた。4月からはコパ・スダメリカーナが開幕したが、レオナルドは昨シーズンの最後の試合で3試合の出場停止処分が下されていたため、グループステージ最初の3試合に出場することはなかった。5月13日、3-0で勝利したコリチーバ戦でコパ・ド・ブラジルでのシーズン初ゴールを決めたが、ゴールネットを揺らすまでに4試合かかった。一方で、ブラジレイロ・セリエAでは開幕からの9試合で6ゴールに関与（5G1A）して最高のスタートを切った。
コパ・スダメリカーナのグループステージを突破したサントスはラウンド16でベネズエラのデポルティーボ・タチラと対戦。6月末に行われた1stレグではレオナルドに出場機会は訪れなかったが、7月7日の2ndレグではスタメン出場し、後半半ばにヘディングで同点ゴールを挙げた。試合はPK戦に突入したが、タチラが全てのPKを成功させたのに対してサントスは2本防がれて敗退した。サントスがベネズエラのクラブに敗れて敗退したのは史上初の出来事だった。

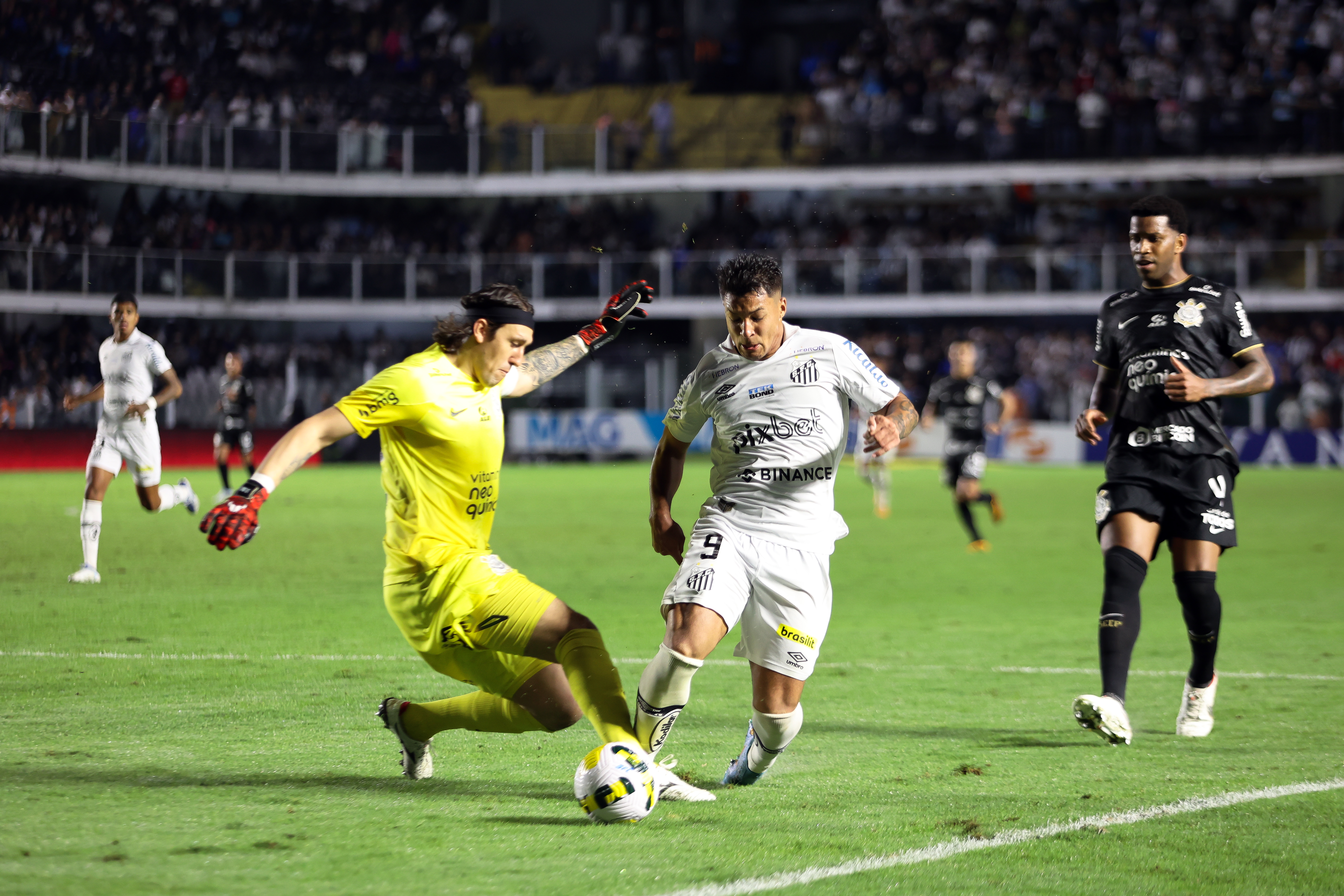
コパ・ド・ブラジル2021でカッシオがマルコスにPKを与える瞬間

7月14日、コパ・ド・ブラジルでライバルチームのコリンチャンスとホームで対戦。サントスは1stレグで0-4の大敗を喫していたため、サントスの突破は絶望的だった。レオナルドは後半にコリンチャンスのGKカッシオに倒されて得たPKで得点したものの、これ以上点差を縮めることは叶わなかった。試合終了間際、不甲斐ない結果に憤慨したサントスのサポーターがスタジアムで発炎筒に火をつけ始め、その一部がピッチに投げ込まれたため試合は一時中止となった。このとき、ゴールキーパーのカッシオに発炎筒に当たりそうになった。そして試合終了のホイッスルが鳴った後も彼に向かって投げ込まれた。さらにサンティスタがピッチに侵入し、カッシオに襲いかかろうとしたがレオナルドは間に入り大きな怪我になることを防いだ。その後も他のサポーターがピッチに乱入し、選手たちがドレッシングルームに駆け込んで身を守るなど、混乱に拍車をかけた。この時についてレオナルドは次のように語っている。
私は前を向いていて、サポーターが（カッシオの背後から）向かっていくのが見えた。 彼はコリンチャンスのゴールマウスを守っているだけなんだ。だから私のファンや他の誰かを助けるのと同じように、彼を助けようとしたんだ。いつも私の両親は"目の前にいる人は助けなさい”と教えてくれていた。
この行動はカッシオの妻にも賞賛され、当時のブラジルのマスコミにも多くの反響を呼んだ。21日、サントスで100試合目の出場となったボタフォゴ戦では1ゴール1アシストの活躍をし、100試合に出場した記念の盾が授与された。この試合でゴールを決めた後、サンパウロで活躍したストライカーリカルド・オリヴェイラへの憧れと賛辞を次のように語った。
リカルド・オリヴェイラがピッチ内外で私のアイドルの一人であることは誰もが知っている。彼と話ができるのは光栄なことだ。小さい頃から彼のことを見ていたし、尊敬していた。このゴールは彼のためにあるんだ。
ブラジル選手権のシーズン終了時までに13ゴールを決め、チームの12位入賞に貢献した。

#### 2023
5月、2023 FIFA U-20ワールドカップに向けたU-20ブラジル代表に合流するためにチームを離脱した。欠場している間はデイビッド・ワシントンがレオナルドの代役を務めた。
8月5日、チームが降格圏に入る直前の第18節アトレチコ・パラナエンセ戦でサントスで150試合出場を達成しつつ、ゴールを決めた。けれども、その時点でチームでの将来は不透明だった。なぜなら、サントスはもう1人の有望な若手FWのデイビッド・ワシントンをすでにチェルシーに売却しており、セクハラ疑惑によって退いたファルカンの後に就任したアンドレス・ルエダSDは、チームの得点王であるレオナルドをシーズン終了までキープしたいと考えていた。翻って、レオナルドの希望は退団してヨーロッパに向かうことであり、アンドレスもヨーロッパのクラブと交渉することを選手に約束した。レオナルドはヨーロッパに行くために金銭的な譲歩も覚悟していたが、交渉は始まらずチームに留まることになった。
クラブ関係者との関係も悪化した上に、チームの調子も上がらなかった。ゴイアス戦とボタフォゴ戦では2得点ずつ挙げ、14節から18節までの5試合で6ゴール1アシストを記録するなど個人としては優秀な結果を出していたが、チームは1勝2分2敗と低迷。次節のフォルダレーザ戦はASローマとの交渉のために欠場したがローマが提示した金額はサントスを納得させる内容ではなかったため交渉はまとまらず、エースを欠くサントスはディエゴ・アギーレ新監督の初陣でもあったが0-4の完敗を喫した。交渉後、チームに復帰したグレミオ戦では1ゴールを決めて2-1の勝利に貢献し、その後も定期的に得点を重ねたがチームは降格権から抜け出せず、リーグ戦終盤の37節で対戦するアトレチコ・パラナエンセ戦の遠征には遅刻した上に飲酒したとされ、物議を醸した。サントスは最終節も1-2で敗れたため史上初の2部降格となった。2023シーズンのリーグ戦は16ゴールで終えた。
チームとしてはカンピオナート・ブラジレイロ・セリエBに降格したにもかかわらず、レオナルドはシーズンの49試合で21ゴールを決め、サントス在籍中に公式戦168試合に出場して54ゴールを挙げた。

### ベンフィカ
2024年1月2日、サントスはポルトガルのSLベンフィカのスポーツディレクターからレオナルドの移籍の打診を受けた。5日、ベンフィカに2029年までの契約で移籍することが正式に発表された。移籍金は1800万ユーロとされ、ベンフィカが将来的にそれ以上の金額で売却した場合には、サントスはその金額の10パーセントを受け取るとされる。

### アル・ヒラル
ベンフィカでは24試合に出場して8ゴールを記録していたが、2024年9月にサウジアラビアのアル・ヒラルに5年契約で移籍。この際の移籍金（4000万ユーロ）の15パーセントはサントスに支払われ、レオナルドはアル・ヒラルで10人目の外国人選手であった。サウジアラビアのリーグ規定ではチームに登録できる外国人選手枠は8人までであるが、21歳以下の外国人選手の場合はこの上限に当てはまらないため、21歳のレオナルドにもこのルールが適用された。

## 代表歴
ブラジル代表として各年代でプレーした。
2023 FIFA U-20ワールドカップでは大会2位となる5ゴールを挙げて、シルバーブーツを受賞した。

## 個人成績

### クラブでの成績
2024年9月6日現在
| クラブ         | シーズン       | リーグ戦              | リーグ戦 | リーグ戦 | カップ戦 | カップ戦 | 国際大会 | 国際大会 | その他 | その他 | 通算 | 通算 |
| クラブ         | シーズン       | ディビジョン          | 出場     | 得点     | 出場     | 得点     | 出場     | 得点     | 出場   | 得点   | 出場 | 得点 |
| -------------- | -------------- | --------------------- | -------- | -------- | -------- | -------- | -------- | -------- | ------ | ------ | ---- | ---- |
| サントス       | 2020           | ブラジレイロ・セリエA | 18       | 4        | 1        | 0        | 3        | 1        | —      | —      | 22   | 5    |
| サントス       | 2021           | ブラジレイロ・セリエA | 16       | 5        | 6        | 1        | 11       | 1        | 7      | 0      | 40   | 7    |
| サントス       | 2022           | ブラジレイロ・セリエA | 35       | 13       | 6        | 2        | 4        | 2        | 12     | 4      | 57   | 21   |
| サントス       | 2023           | ブラジレイロ・セリエA | 31       | 13       | 4        | 3        | 3        | 1        | 11     | 4      | 49   | 21   |
| サントス       | 通算           | 通算                  | 100      | 35       | 17       | 6        | 21       | 5        | 30     | 8      | 168  | 54   |
| ベンフィカ     | 2023-24        | プリメイラ・リーガ    | 14       | 7        | 2        | 0        | 4        | 0        | 1      | 0      | 21   | 7    |
| ベンフィカ     | 2024-25        | プリメイラ・リーガ    | 3        | 1        | —        | —        | —        | —        | —      | —      | 3    | 1    |
| ベンフィカ     | 通算           | 通算                  | 17       | 8        | 2        | 0        | 4        | 0        | 1      | 0      | 24   | 8    |
| アル・ヒラル   | 2024-25        | SPL                   |          |          |          |          |          |          |        |        |      |      |
| アル・ヒラル   | 通算           |                       |          |          |          |          |          |          |        |        |      |      |
| キャリア総通算 | キャリア総通算 | キャリア総通算        | 117      | 42       | 19       | 6        | 25       | 5        | 31     | 8      | 192  | 62   |

1. ↑  コパ・リベルタドーレス
2. ↑  コパ・リベルタドーレス9試合、コパ・スダメリカーナ2試合に出場
3. 1 2 3  カンピオナート・パウリスタ
4. 1 2  コパ・スダメリカーナ
5. ↑  UEFAヨーロッパリーグ
6. ↑  タッサ・ダ・リーガ